# Hera Hilmar
Hera Hilmar (* 27. prosince 1988 v Reykjavíku jako Hera Hilmarsdóttir) je islandská herečka.
Začínala jako dětská herečka v roce 1995 ve filmu Tár úr steini. Absolvovala London Academy of Music and Dramatic Art. Hrála v islandských filmech Ptáčata a Život v akvárku a v britských televizních seriálech Loučení a Da Vinciho démoni. Hlavní roli vytvořila ve vědeckofantastickém filmu Smrtelné stroje. V letech 2015 a 2017 získala cenu Edda za ženský herecký výkon v hlavní roli. Na Berlinale v roce 2015 byla zařazena mezi vycházející hvězdy evropského filmu.
Jejími rodiči jsou režisér Hilmar Oddsson a herečka Þórey Sigþórsdóttir.